# Individuelle olympiske udøvere ved OL
Individuelle og uafhængige olympiske udøveres deltagelse ved OL er et begreb, der første gang blev aktuelt i 1980 i forbindelse med den vestliges verdens boykot af sommer-OL 1980. Navngivningen af de organisatoriske konstellationer, der har været anvendt, har ikke været ensartet og de tre-bogstavsforkortelser, som er blevet anvendt har heller ikke været ensartet. 
Ved sommer-OL 1980 valgte 14 nationer ikke et være repræsenteret ved deres nationale flag, men derimod ved det olympiske flag. Men alle disse nationer var repræsenteret af deres legitime Nationale Olympiske Komitér, så derfor er de ikke yderligere omfattet af denne artikel. 

## Sommer-OL 1992
I forbindelse med opløsningen af Jugoslavien deltog 58 sportudøvere fra Makedonien, Serbien og Montenegro i under Sommer-OL 1992 i Barcelona, da den jugoslaviske Nationale Olympiske Komité ikke længere eksisterede. De konkurrerede som uafhængige deltagere under det olympiske flag. Den individuelle deltager i delegationen var kendt som Uafhængig olympisk deltager ved sommer-OL 1992. Den Internationale Olympiske Komité anvendte IOP som tre-bogstavsforkortelse for delegationen.

## Sommer-OL 2000
I forbindelse med Østtimors proces mod uafhængigheden i 2000 deltog fire atleter ved Sommer-OL 2000 i Sydney under det olympiske flag under betegnelsen Individuelle Olympiske Atleter ved Sommer-OL 2000. Den Internationale Olympiske Komité anvendte IOA som tre-bogstavsforkortelse for delegationen.

## Sommer-OL 2012
I forbindelse med opløsningen af de Hollandske Antiller i 2012 deltog tre atleter ved Sommer-OL 2012 i London under det olympiske flag under betegnelsen Individuelle Olympiske Atleter ved Sommer-OL 2012. Yderligere deltog én enkelt atlet fra den endnu ikke etablerede Nationale Olympiske Komité i Sydsudan som individuel deltager i samme delegation. Den Internationale Olympiske Komité anvendte IOA som tre-bogstavsforkortelse for delegationen.

## Sommer-OL 2016
I oktober 2015 udelukkede den Internationale Olympiske Komité Kuwaits Nationale Olympiske Komité fra deltagelse i fremtidige olympiske arrangementer indtil den kuwaitiske regering havde ændret deres lovgivning, således at regeringen ikke kunne blande sig i olympiske anliggender. Dette betød, at Kuwait ikke kunne deltage som nation ved Sommer-OL 2016 i Rio de Janeiro. De kvalificerede atleter fra Kuwait fik tilladelse til at deltage under det olympiske flag under betegnelsen Uafhængige olympiske deltagere. Den Internationale Olympiske Komité anvendte IOA som tre-bogstavsforkortelse for delegationen.

## Vinter-OL 2018
I december 2017 godkendte den Internationale Olympiske Komité undersøgelsesrapporten om "systemisk manipulation af anti-dopingreglerne og -systemet i Rusland under vinter-OL 2014 i Sotji, Rusland".
Den Internationale Olympiske Komités reaktion på rapporten var en udelukkelse af den russiske olympiske komité fra vinter-OL 2018 i Pyeongchang, Sydkorea.
Samtidig åbnede den Internationale Olympiske Komité op for at russiske atleter med en beviselig historie om ingen involvering i den systematiske doping kunne blive særligt inviteret med til vinter-OL 2018 efter nærmere fastlagte retningslinjer. Sådanne russiske atleter ville optræde i en uniform med betegnelsen Olympisk atlet fra Rusland (Olympic Athlete from Russia) og under det olympiske flag. Den Internationale Olympiske Komité anvendte OAR som tre-bogstavsforkortelse for delegationen. 

## Sommer-OL 2020
Sagen mod Rusland fortsatte efter 2018 og efter en beslutning i Sportens Voldgiftsret (CAS) den 17. december 2020 stod det klart, at atleter fra Rusland ikke kunne deltage ved Sommer-OL 2020 i Tokyo. Derimod fastslog den Internationale Olympiske Komité, at atleter med en beviselig historie om ingen involvering i den systematiske doping kunne deltage ved sommer-OL 2020 efter, som repræsentanter for den Russiske Olympiske Komité efter nærmere fastlagte retningslinjer. Disse russiske atleter ville optræde i en uniform med betegnelsen Russiske Olympiske Komité (“Russian Olympic Committee”) og under et særligt konstrueret flag indeholdende de russiske farver og de olympiske ringe. Den Internationale Olympiske Komité anvendte ROC som tre-bogstavsforkortelse for delegationen.